# Tanzania i olympiska sommarspelen 2004
Tanzania i olympiska sommarspelen 2004 bestod av 8 idrottare som blivit uttagna av Tanzanias olympiska kommitté.

## Friidrott
Herrarnas 800 meter
- Mwera Samwel
  - Omgång 1: 1:45.30 (3:a i heat 4, kvalificerad, 4:a totalt)(nationellt rekord)
  - Semifinal: diskvalificerad

Samwel överträdde banans linje och diskvalificerades.
Herrarnas 1 500 meter
- Mwera Samwel
  - Omgång 1: Startade inte (gick inte vidare)

Herrarnas 5 000 meter
- Fabiano Joseph Naasi
  - Omgång 1: 13:31.89 (11:a i heat 2, gick inte vidare, 23:a totalt)

Herrarnas 10 000 meter
- John Yuda Msuri
  - Fullföljde inte
- Fabiano Joseph Naasi
  - 28:01.94 (10:a totalt) (Säsongsbästa)

Herrarnas maraton
- Zebedayo Bayo
  - Fullföljde inte
- Samson Ramadhani
  - 2:20:38 (40:a totalt)
- John Nada Saya
  - Fullföljde inte

Damernas 5 000 meter
- Restituta Joseph
  - Omgång 1: 15:45.11 (14:a i heat 2, gick inte vidare, 27:a totalt)

Damernas maraton
- Banuelia Mrashani
  - Round 1: Fullföljde inte